# Roșioară de Pețea
Roșioara de Pețea sau roșioara termală, roșioara lui Racoviță (Scardinius racovitzai) este un pește dulcicol bentopelagic din apele termale cu o lungime de 8,5-9,3 cm din familia ciprinidelor, endemic apelor din România.

## Habitat
Trăiește în apele termale cu o temperatură de 25-34°C, bogate în vegetație. Dacă este expus la temperaturi sub 20°C, moare. Este un pește gregar și formează cârduri mici compuse din zeci de exemplare.

## Distribuția geografică
Este răspândită numai în nord-vestul României pe o suprafața mai mică de 1 km ² : în lacul Pețea - Băile 1 Mai (Rezervația Naturală de la Băile 1 Mai) și în aval de rezervație până la Rontău. Este o specie pe cale de dispariție, endemică apelor din România. A fost descoperită de G. Müller în 1958 în apele lacului termal 1 Mai (bazinul pârâului Pețea) din județul Bihor . Denumire științifică Scardinius racovitzai a fost dată de Müller în onoarea marelui savant român Emil Racoviță.

## Descrierea
Are corpul înalt, oval în secțiune transversală, comprimat lateral și fără gibozitate după ceafă. Capul cu un profil dorsal convex;  lățimea capului egală cu 15-17% din lungimea standard a corpului, iar lungime capului echivalentă cu 28 - 31% din lungimea standard a corpului. Gura terminală, cu o deschidere a gurii semiorizontală. Dinții faringieni dispuși pe două rânduri. Între nări există un șanț. Lungimea peduncului caudal se cuprinde de 1,3-1,7 în înălțimea sa. Înotătoarea dorsală este împinsă mult îndărăt, marginea ei anterioară fiind în jumătatea posterioară a corpului și evident în urma inserției înotătoarelor ventrale. Înotătoarea caudală este bifurcată.

## Colorația
Spatele este de culoare verde smarald mai mult sau mai puțin întunecat. Parțile laterale ale capului și laturile corpului sunt albe, cu un luciu argintiu strălucitor. Abdomenul alb, uneori cu tentă gălbuie la baza înotătoarelor. Irisul argintiu cu margini aurite. Înotătoarele sunt semitransparente. Înotătoarea dorsală cenușie. Înotătoarele perechi, înotătoarea anală și lobul inferior al înotătoarei caudale sunt gălbui, cu marginile exterioare de culoare roșie.

## Hrana
Se hrănește mai ales cu vegetația acvatică, alge și diatomee, dar și cu nevertebrate acvatice, larve și adulți de insecte acvatice și zooplancton.

## Reproducerea
Depune icre de la sfârșitul lunii februarie până la mijlocul lunii martie. Icrele sunt depuse pe plante acvatice de care se lipesc.

## Importanța economică
Nu are valoarea economică. Prezintă un interes mare ca specie rară, endemică României, precum și pentru habitatul său unic din apele termale.